# Galeria Warmińska
Galeria Warmińska – galeria handlowa, znajdująca się przy ul. Juliana Tuwima w Olsztynie. Otwarcie obiektu nastąpiło 5 września 2014 r.
Galeria jest największym kompleksem wielofunkcyjnym w Olsztynie, spełniającym funkcje handlowe, usługowe, rekreacyjne i rozrywkowe. Powierzchnia całkowita wynosi 116 675 m². Znajduje się w niej ok. 170 sklepów i punktów usługowych, kawiarnie i restauracje (w tym pierwszy w Olsztynie obiekt sieci North Fish), klub fitness, kino (operator Multikino) i amfiteatr.
Większościowym inwestorem Galerii Warmińskiej jest Dariusz Miłek (m.in właściciel marki CCC) poprzez spółkę Libra Project.